# Nekrolog 1. Quartal 1973
Nekrolog
◄◄
| ◄
| 1969
| 1970
| 1971
| 1972
| 1973 | 1974 | 1975 | 1976 | 1977 | ► | ►►
1. Quartal |
2. Quartal |
3. Quartal |
4. Quartal 1973
Weitere Ereignisse | Allgemeiner Nekrolog 1973
Die Beschreibung der verstorbenen Person sollte so kurz wie möglich gehalten sein und nur deren signifikante Tätigkeit(en) enthalten.
Neue Namen ggf. auch unter dem Geburts- und Sterbedatum, also etwa unter 1. Januar und im Geburts- und Sterbejahr (2024) eintragen (nur bei entsprechender großer Wichtigkeit). Für Beispiele siehe die schon vorhandenen Artikel.
Außerdem über die fünf zuletzt Verstorbenen, zu denen es einen ausreichend guten Artikel für eine Präsentation auf der Hauptseite gibt, nach der todesbedingten Überarbeitung der Artikel ggf. auch unter Wikipedia Diskussion:Hauptseite informieren und sie am besten auch in den anderen Wikipedia-Sprachversionen eintragen. Tipp: Regelmäßig bei news.google.de nach „ist tot“, „gestorben“ oder „verstorben“ suchen.
Wenn eine Person gestorben ist, gibt es viele Seiten zu dieser Person in der Wikipedia, die davon auch betroffen sind und entsprechend aktualisiert werden müssen. Beispiele: Namenübersichtsseite, Geburtsjahr, Geburtsort-Seiten und viele mehr.
Wie finde ich die betroffenen Seiten?
Im Suchfeld auf der linken Seite gibt man den Suchbegriff so ein: „Vorname Nachname“. Dann klickt man auf Volltext und alle Seiten mit entsprechendem Suchtext werden aufgerufen. Hier sieht man dann schnell, wo auch das Todesjahr Sinn macht oder sogar ein Teil des Artikels angepasst werden muss. Auch hilft das „Werkzeug“ auf der linken Seite sehr gut, um solche Seiten aufzufinden: „Links auf diese Seite“. Somit ist die Wikipedia wieder aktuell in allen Bereichen! Hinweis: bei Eintragung der Kategorie „Gestorben JAHR“ wird der Missbrauchsfilter 49 ausgelöst, was jedoch nicht schlimm ist. Siehe: Spezial:Missbrauchsfilter/49
Dies ist eine Liste von im ersten Quartal 1973 verstorbenen bekannten Persönlichkeiten. Die Einträge erfolgen innerhalb der einzelnen Daten alphabetisch sortiert. Tiere sind im Nekrolog für Tiere zu finden.

## Januar
| Tag        | Name                            | Beruf, bekannt als                                                                                              | Alter | Beleg |
| ---------- | ------------------------------- | --- | ----- | ----- |
| 1. Januar  | Jan van Andel                   | niederländischer Generalleutnant                                                                                | 95    |       |
| 1. Januar  | Sophie Angermann                | deutsche Übersetzerin                                                                                           | 80    |       |
| 1. Januar  | Ilse Barea-Kulcsar              | österreichische Journalistin, Autorin und Freiwillige im spanischen Bürgerkrieg                                 | 70    |       |
| 1. Januar  | František Běhounek              | tschechischer Physiker und Schriftsteller                                                                       | 74    |       |
| 1. Januar  | Grete Bittner                   | österreichische Volksschauspielerin                                                                             | 67    |       |
| 1. Januar  | Karl Weyrich                    | deutscher Kommunalpolitiker, Bürgermeister in Ziegenrück und Sontra                                             | 88    |       |
| 1. Januar  | Henry Willink                   | britischer Politiker, Unterhausabgeordneter                                                                     | 78    |       |
| 2. Januar  | Petre Borilă                    | rumänischer Politiker (PCR) und Generalleutnant                                                                 | 66    |       |
| 2. Januar  | Charles De Visscher             | belgischer Jurist und Experte im Bereich des Völkerrechts                                                       | 88    |       |
| 2. Januar  | Joe Harriott                    | britischer Jazzmusiker jamaikanischer Herkunft                                                                  | 44    |       |
| 2. Januar  | Eleazar López Contreras         | Präsident von Venezuela                                                                                         | 89    |       |
| 2. Januar  | Alejandro Olalia                | philippinischer Geistlicher                                                                                     | 59    |       |
| 2. Januar  | Hans Schwarz van Berk           | deutscher Journalist und Nationalsozialist                                                                      | 70    |       |
| 2. Januar  | Einar Snitt                     | schwedischer Fußballspieler                                                                                     | 67    |       |
| 2. Januar  | Speckled Red                    | US-amerikanischer Blues- und Boogie Woogie Pianist und Sänger                                                   | 80    |       |
| 3. Januar  | Hermann Borchers                | deutscher Landwirt und Politiker (BDV, SRP, DP, CDU), MdBB                                                      | 69    |       |
| 3. Januar  | Wilbur De Paris                 | amerikanischer Jazz-Posaunist, Komponist und Band-Leader des Dixieland-Jazz                                     | 72    |       |
| 3. Januar  | Bernhard Kaes                   | deutscher Politiker (CDU), MdL                                                                                  | 80    |       |
| 4. Januar  | Archibald V. Arnold             | US-amerikanischer Offizier, Generalmajor der US-Army                                                            | 83    |       |
| 4. Januar  | Max Berges                      | deutscher Schauspieler, Dramaturg, Journalist und Schriftsteller                                                | 73    |       |
| 4. Januar  | George A. Drew                  | kanadischer Politiker                                                                                           | 78    |       |
| 4. Januar  | Walter Hückel                   | deutscher Chemiker und Hochschullehrer                                                                          | 77    |       |
| 4. Januar  | Karl Tripp                      | deutscher Paläontologe                                                                                          | 72    |       |
| 5. Januar  | Albert Abicht                   | deutscher Landwirt und Politiker (ThLB/DNVP, NSDAP), MdR                                                        | 79    |       |
| 5. Januar  | Paul-Alexandre Arnoux           | französischer Schriftsteller                                                                                    | 88    |       |
| 5. Januar  | Gerald Boland                   | irischer Politiker (Fianna Fáil)                                                                                | 87    |       |
| 5. Januar  | Stephen Garrett Henry           | US-amerikanischer General                                                                                       | 78    |       |
| 5. Januar  | Len Howard                      | britische Naturforscherin und Musikwissenschaftlerin                                                            |       |       |
| 5. Januar  | Max Kölges                      | deutscher Verbandsfunktionär und Politiker (Zentrum, CDU), MdL                                                  | 92    |       |
| 5. Januar  | Henryk Łasak                    | polnischer Radrennfahrer                                                                                        | 40    |       |
| 6. Januar  | André Saint-Germain             | französischstämmiger Schauspieler an deutschen Bühnen und beim deutschen Film                                   | 85    |       |
| 6. Januar  | Maurice Thatcher                | US-amerikanischer Politiker                                                                                     | 102   |       |
| 7. Januar  | Hansl Bock                      | deutsche Malerin                                                                                                | 79    |       |
| 7. Januar  | Heinrich Grießbach              | deutscher evangelischer Theologe, Pfarrer und Dekan, Senator (Bayern)                                           | 81    |       |
| 7. Januar  | Jacob van der Oord              | alt-katholischer Bischof von Haarlem                                                                            | 90    |       |
| 8. Januar  | José Carlos de Aguirre          | brasilianischer Geistlicher, römisch-katholischer Bischof von Sorocaba                                          | 92    |       |
| 8. Januar  | Otto Fink                       | deutscher Kommunalpolitiker                                                                                     | 85    |       |
| 8. Januar  | August Herold                   | deutscher Diplom-Landwirt, Oberlandwirtschaftsrat und Rebenzüchter                                              | 70    |       |
| 8. Januar  | Heinrich Korschan               | deutscher Manager bei Krupp                                                                                     | 77    |       |
| 8. Januar  | Harald Herborg Nielsen          | US-amerikanischer Physiker                                                                                      | 69    |       |
| 8. Januar  | Willy Rieckhoff                 | deutscher Politiker (SPD), MdHB                                                                                 | 72    |       |
| 8. Januar  | Eugen Schuhmacher               | deutscher Zoologe und Tierfilmpionier                                                                           | 66    |       |
| 8. Januar  | Käthe Stern                     | deutsch-US-amerikanische Montessori-Pädagogin                                                                   | 79    |       |
| 9. Januar  | Werner Fechner                  | deutscher Maler und Radierer                                                                                    | 80    |       |
| 9. Januar  | Chester H. Gross                | US-amerikanischer Politiker                                                                                     | 84    |       |
| 9. Januar  | Elisabeth Karlan                | österreichische Schauspielerin bei Bühne, Film und Fernsehen                                                    | 68    |       |
| 9. Januar  | Erwin A. Lang                   | Schweizer Journalist und Politiker (KPS, SP)                                                                    | 64    |       |
| 9. Januar  | Josef Ringler                   | österreichischer Kunsthistoriker und Volkskundler                                                               | 79    |       |
| 9. Januar  | Anna von Segesser               | Schweizer Krankenschwester und Redaktorin                                                                       | 85    |       |
| 9. Januar  | Harry Vandiver                  | US-amerikanischer Mathematiker                                                                                  | 90    |       |
| 10. Januar | Werner Ballauff                 | deutscher Offizier, Politiker (NSDAP), SS-Brigadeführer, MdR                                                    | 82    |       |
| 10. Januar | Gustav von Gemmingen-Guttenberg | Ministerialdirektor beim Reichsrechnungshof                                                                     | 75    |       |
| 10. Januar | Eberhard Hanfstaengl            | deutscher Kunsthistoriker                                                                                       | 86    |       |
| 10. Januar | Enno Narten                     | Führer des Wandervogels                                                                                         | 83    |       |
| 10. Januar | Pius Uhrig                      | deutscher Arbeiter, Landwirt und Politiker (KPD), MdR                                                           | 76    |       |
| 10. Januar | Karl Vollbrecht                 | deutscher Filmarchitekt                                                                                         | 86    |       |
| 11. Januar | Imre Erdődy                     | ungarischer Turner                                                                                              | 83    |       |
| 11. Januar | Hans Kurth                      | deutscher Politiker (DSP, NSFP), MdR                                                                            | 76    |       |
| 11. Januar | Bernhard Weiss                  | deutscher Wirtschaftsfunktionär                                                                                 | 68    |       |
| 11. Januar | Walther Wolf                    | deutscher Ägyptologe                                                                                            | 72    |       |
| 11. Januar | Romuald Wolters                 | deutscher Benediktinerabt                                                                                       | 84    |       |
| 11. Januar | Paul Zehnder                    | Schweizer Maler und Glasmaler                                                                                   | 88    |       |
| 12. Januar | Turk Edwards                    | US-amerikanischer Footballspieler und -trainer                                                                  | 65    |       |
| 12. Januar | Elisabeth Feller                | Schweizer Unternehmerin und Kunstmäzenin                                                                        | 62    |       |
| 12. Januar | Hans Karl                       | deutscher Politiker (CSU)                                                                                       | 82    |       |
| 12. Januar | Paul Schläpfer                  | Schweizer Chemiker                                                                                              | 91    |       |
| 13. Januar | Fernando Cento                  | italienischer Geistlicher, vatikanischer Diplomat und Kardinal der römisch-katholischen Kirche                  | 89    |       |
| 13. Januar | Sabahattin Eyüboğlu             | türkischer Schriftsteller, Literaturwissenschaftler und Übersetzer                                              |       |       |
| 13. Januar | Robert J. Forbes                | niederländischer Wissenschaftshistoriker                                                                        | 72    |       |
| 13. Januar | Ernst Friedlaender              | deutscher Publizist                                                                                             | 77    |       |
| 13. Januar | Erich-Hans Kaden                | deutscher Rechtsgelehrter                                                                                       | 74    |       |
| 13. Januar | Wassili Nikolajewitsch Panow    | sowjetischer Schachspieler                                                                                      | 66    |       |
| 13. Januar | Henry A. Pochmann               | amerikanischer Literaturwissenschaftler                                                                         | 72    |       |
| 13. Januar | Wilhelm Rath                    | deutscher biologisch-dynamischer Landwirt und Buchautor                                                         | 75    |       |
| 13. Januar | Julija Petrowna Rjabtschinskaja | sowjetische Kanutin                                                                                             | 25    |       |
| 13. Januar | Ernst Schäfer                   | deutscher Politiker (FDP), MdL                                                                                  | 57    |       |
| 13. Januar | Allie Wrubel                    | amerikanischer Saxophonist, Komponist und Songwriter                                                            | 67    |       |
| 14. Januar | Cuno Fischer                    | deutscher Maler, Bühnenbildner und Designer                                                                     | 58    |       |
| 14. Januar | Hanna Klose-Greger              | deutsche Schriftstellerin, Grafikerin und Malerin                                                               | 80    |       |
| 14. Januar | Mila Kopp                       | österreichische Schauspielerin                                                                                  | 68    |       |
| 14. Januar | Aleksandras Machtas             | litauischer Schachspieler                                                                                       | 80    |       |
| 14. Januar | Claus Mansfeld                  | deutscher Polizist, General der Volkspolizei der DDR                                                            | 70    |       |
| 14. Januar | Alois Memmesheimer              | deutscher Dermatologe                                                                                           | 78    |       |
| 14. Januar | Jakob Nagel                     | deutscher Elektroingenieur, Ministerialbeamter, Herausgeber, Erfinder und Manager                               | 73    |       |
| 14. Januar | Ernst Plate                     | Hamburger Senator                                                                                               | 72    |       |
| 14. Januar | Alfred-Hermann Reinhardt        | deutscher Offizier, zuletzt Generalleutnant im Zweiten Weltkrieg                                                | 75    |       |
| 14. Januar | Sidney William Souers           | erster Direktor der CIA                                                                                         | 80    |       |
| 14. Januar | Andreas Stihl                   | deutsch-schweizerischer Unternehmer und Erfinder                                                                | 76    |       |
| 15. Januar | Alec Bennett                    | irisch-kanadischer Motorradrennfahrer                                                                           |       |       |
| 15. Januar | Andrei Petrowitsch Dulson       | deutsch-sowjetischer Sprachwissenschaftler, Dialektologe und Ethnograph                                         | 72    |       |
| 15. Januar | Hanny Franke                    | deutscher Landschaftsmaler                                                                                      | 82    |       |
| 15. Januar | Werner Freyberg                 | deutscher Hockeyspieler                                                                                         | 70    |       |
| 15. Januar | Erich Gaertner                  | deutscher Lokalpolitiker                                                                                        | 90    |       |
| 15. Januar | Neil M. Gunn                    | schottischer Schriftsteller                                                                                     | 81    |       |
| 15. Januar | Iwan Georgijewitsch Petrowski   | sowjetischer Mathematiker                                                                                       | 71    |       |
| 15. Januar | Lucio Ridenti                   | italienischer Schauspieler, Journalist und Kunstkritiker                                                        | 77    |       |
| 15. Januar | Friedrich Schönwandt            | deutscher Politiker (FDP), MdL                                                                                  | 71    |       |
| 15. Januar | Gottlob Wieser                  | Schweizer evangelischer Geistlicher                                                                             | 84    |       |
| 16. Januar | Luitpold Emanuel in Bayern      | bayerischer Adliger, Kunsthistoriker und Erbauer von Schloss Ringberg                                           | 82    |       |
| 16. Januar | Paul Hamann                     | deutscher, britischer Bildhauer                                                                                 | 81    |       |
| 16. Januar | Karl Hartmann                   | deutscher Politiker (KPD), MdL                                                                                  | 79    |       |
| 16. Januar | Earl S. Herald                  | US-amerikanischer Biologe, Gerätetaucher und Fernsehmoderator                                                   | 58    |       |
| 16. Januar | Rudolf Mießner                  | deutscher Politiker (KPD/SED) und Jugendfunktionär (KJVD/FDJ)                                                   | 65    |       |
| 16. Januar | Edgar Sampson                   | US-amerikanischer Jazzmusiker (Komponist, Arrangeur, Saxophonist und Geiger)                                    | 65    |       |
| 16. Januar | Clara Ward                      | US-amerikanische Gospel-Sängerin, Komponistin und Arrangeurin                                                   | 48    |       |
| 17. Januar | Tarsila do Amaral               | brasilianische Malerin und Mitbegründerin der Antropophagie-Bewegung                                            | 86    |       |
| 17. Januar | Reinhard Karl Julius Badenhoop  | deutscher Jurist und Politiker (NSDAP)                                                                          | 70    |       |
| 17. Januar | Alfred J. Elliott               | US-amerikanischer Politiker                                                                                     | 77    |       |
| 17. Januar | Hans-Friedrich Franck           | deutsches Todesopfer an der innerdeutschen Grenze                                                               | 26    |       |
| 17. Januar | Emil Knapp                      | deutscher Gewerkschaftsfunktionär und Politiker der SPD                                                         | 86    |       |
| 17. Januar | Ted Koehler                     | US-amerikanischer Textdichter                                                                                   | 78    |       |
| 17. Januar | Jörg Sievers                    | deutscher Schwimmer                                                                                             | 16    |       |
| 17. Januar | Cläre Stinnes                   | Ehefrau des Ruhrindustriellen Hugo Stinnes                                                                      | 100   |       |
| 17. Januar | Farid Zeineddine                | syrischer Diplomat                                                                                              |       |       |
| 18. Januar | Oskar Dobat                     | deutscher Politiker (NSDAP), MdR                                                                                | 58    |       |
| 18. Januar | Israel Albert Horowitz          | US-amerikanischer Schachspieler                                                                                 | 65    |       |
| 18. Januar | Karl Minnameyer                 | deutscher Politiker (NSDAP), MdR                                                                                | 81    |       |
| 18. Januar | Heinz Schreiter                 | deutscher Grafiker                                                                                              | 64    |       |
| 18. Januar | Walter Schurig                  | deutscher Kunstpädagoge, Maler, Grafiker, Heimat- und Denkmalpfleger                                            | 75    |       |
| 18. Januar | Stanley Smith Stevens           | US-amerikanischer Psychologe                                                                                    | 66    |       |
| 19. Januar | Marie Adamczyk                  | österreichische Krankenpflegerin                                                                                | 93    |       |
| 19. Januar | Leo E. Allen                    | US-amerikanischer Politiker                                                                                     | 74    |       |
| 19. Januar | Erika Brüning                   | deutsche Sängerin, Kabarettistin, Komponistin und Autorin                                                       | 62    |       |
| 19. Januar | Jack Crawford                   | kanadischer Eishockeyspieler und -trainer                                                                       | 56    |       |
| 19. Januar | Eugen Kahn                      | deutsch-amerikanischer Psychiater                                                                               | 85    |       |
| 19. Januar | Henri Laugier                   | französischer Physiologe und Politiker                                                                          | 84    |       |
| 19. Januar | Rudolph Springer                | deutscher Gewerkschafter (FDGB) und Politiker (SED), MdV                                                        | 45    |       |
| 20. Januar | Lorenz Böhler                   | österreichischer Chirurg                                                                                        | 88    |       |
| 20. Januar | Julio Buchs                     | spanischer Regisseur                                                                                            | 46    |       |
| 20. Januar | Amílcar Cabral                  | guinea-bissauischer Politiker, Poet, Intellektueller, Theoretiker, Diplomat, Agrarwissenschaftler und Unabhä... | 48    |       |
| 20. Januar | Johann Ditterich                | deutscher Politiker                                                                                             | 74    |       |
| 20. Januar | Hermann Engels                  | deutscher Politiker (SPD), MdL                                                                                  | 63    |       |
| 20. Januar | Egon Erickson                   | US-amerikanischer Hochspringer schwedischer Herkunft                                                            | 84    |       |
| 20. Januar | Anton Zumstein                  | deutscher Kartograf und Verleger von Wanderkarten, Stadtplänen und Reiseführern                                 | 97    |       |
| 21. Januar | Harry Hindemith                 | deutscher Schauspieler                                                                                          | 66    |       |
| 21. Januar | William Langford                | kanadischer Ruderer                                                                                             | 76    |       |
| 21. Januar | Alfred Neumeyer                 | US-amerikanisch-deutscher Kunsthistoriker und Schriftsteller                                                    | 72    |       |
| 21. Januar | Erwin Reichenbach               | deutscher Stomatologe und Hochschullehrer                                                                       | 75    |       |
| 21. Januar | Peter Reininghaus               | österreichischer Unternehmer                                                                                    | 76    |       |
| 21. Januar | Henri Seyrig                    | französischer Archäologe, Numismatiker und Historiker                                                           | 77    |       |
| 21. Januar | Bence Szabolcsi                 | ungarischer Musikwissenschaftler                                                                                | 73    |       |
| 21. Januar | William Wernigk                 | österreichischer Opernsänger (Tenor) deutscher Abstammung                                                       | 78    |       |
| 22. Januar | Giulio Battiferri               | italienischer Schauspieler                                                                                      | 79    |       |
| 22. Januar | Jaakow Dori                     | Generalstabschef der israelischen Armee, Zahal                                                                  |       |       |
| 22. Januar | Holger H.                       | deutsches Todesopfer an der Berliner Mauer                                                                      | 1     |       |
| 22. Januar | Lyndon B. Johnson               | US-amerikanischer Politiker, 36. Präsident der USA (1963–1969)                                                  | 64    |       |
| 22. Januar | Thure von Klinckowström         | deutscher Verwaltungsbeamter                                                                                    | 85    |       |
| 22. Januar | Anton Stonner                   | deutscher römisch-katholischer Geistlicher, Hochschullehrer                                                     | 77    |       |
| 23. Januar | Chajim Bloch                    | chassidischer und kabbalistischer Rabbiner und Publizist                                                        | 91    |       |
| 23. Januar | Johannes Brandsma               | niederländischer Ruderer                                                                                        | 72    |       |
| 23. Januar | Jean Chaland                    | französischer Eishockeyspieler                                                                                  | 91    |       |
| 23. Januar | Georg Lichtenberg               | deutscher Verwaltungsjurist, Landrat des Landkreises Neustadt (Rübenberge) (1923–1933)                          | 86    |       |
| 23. Januar | Wilhelm Nicolaisen              | deutscher Agrarwissenschaftler                                                                                  | 71    |       |
| 23. Januar | Alexander Onassis               | griechischer Sohn eines Reeders                                                                                 | 24    |       |
| 23. Januar | Kid Ory                         | US-amerikanischer Musiker                                                                                       | 86    |       |
| 23. Januar | Ernst Quaschning                | deutscher SED-Funktionär, MdL                                                                                   | 74    |       |
| 23. Januar | Franz Reisinger                 | österreichischer römisch-katholischer Theologe, Salesianer                                                      | 83    |       |
| 23. Januar | Emmerich Wenger                 | österreichischer Politiker (SPÖ), Landtagsabgeordneter                                                          | 70    |       |
| 24. Januar | Kurt Adam                       | deutscher Offizier, Generalmajor im Zweiten Weltkrieg                                                           | 75    |       |
| 24. Januar | Ivar Asbjørn Følling            | norwegischer Chemiker und Arzt                                                                                  | 84    |       |
| 24. Januar | Willie Jahn                     | deutscher Mittelstreckenläufer                                                                                  | 83    |       |
| 24. Januar | J. Carrol Naish                 | US-amerikanischer Film- und Theaterschauspieler                                                                 | 77    |       |
| 24. Januar | Edwin Redslob                   | deutscher Kunsthistoriker                                                                                       | 88    |       |
| 24. Januar | Ricardo Tanturi                 | argentinischer Tangopianist, Bandleader und Komponist                                                           | 67    |       |
| 24. Januar | Cecil Edgar Tilley              | australisch-britischer Petrologe und Geologe                                                                    | 78    |       |
| 25. Januar | Jan Čep                         | tschechischer Schriftsteller und Übersetzer                                                                     | 70    |       |
| 25. Januar | Elinor Hubert                   | deutsche Politikerin (SPD), MdB                                                                                 | 72    |       |
| 25. Januar | Eli Stanley Jones               | US-amerikanischer evangelisch-methodistischer Theologe, Missionar, Prediger und Autor                           | 89    |       |
| 25. Januar | Tauno Lappalainen               | finnischer Skilangläufer                                                                                        | 74    |       |
| 25. Januar | Wilhelm Ljunggren               | norwegischer Mathematiker                                                                                       | 67    |       |
| 25. Januar | Charles Marshall                | britischer Radrennfahrer                                                                                        | 71    |       |
| 25. Januar | Hans Mühle                      | deutscher lutherischer Geistlicher und Autor                                                                    | 75    |       |
| 25. Januar | Masao Ōba                       | japanischer Boxer im Fliegengewicht                                                                             | 23    |       |
| 25. Januar | Franz Zehetmayer                | österreichischer Politiker (CSP)                                                                                | 88    |       |
| 26. Januar | Gustav Barthel                  | deutscher Kunsthistoriker                                                                                       | 69    |       |
| 26. Januar | Gerhard Kallen                  | deutscher Historiker                                                                                            | 88    |       |
| 26. Januar | Otto Naumann                    | deutscher Politiker (KPD, SED) und Bürgermeister                                                                | 76    |       |
| 26. Januar | Phin Choonhavan                 | thailändischer Militär                                                                                          | 81    |       |
| 26. Januar | Max Raab                        | deutscher Handelsvertreter und Politiker (NPD)                                                                  | 70    |       |
| 26. Januar | Franz Rehling                   | deutscher Kommunalpolitiker, Bürgermeister und Ehrenbürger der Gemeinde Freiburg (Elbe)                         | 81    |       |
| 26. Januar | Edward G. Robinson              | amerikanischer Schauspieler                                                                                     | 79    |       |
| 27. Januar | Fritz Helling                   | deutscher Reformpädagoge                                                                                        | 84    |       |
| 27. Januar | Eddie Kotal                     | US-amerikanischer American-Football-Spieler                                                                     | 70    |       |
| 27. Januar | Emil Preetorius                 | deutscher Illustrator und Graphiker                                                                             | 89    |       |
| 28. Januar | John Banner                     | US-amerikanisch-österreichischer Schauspieler                                                                   | 63    |       |
| 28. Januar | Rudolf Böttger                  | österreichischer Maler                                                                                          | 85    |       |
| 28. Januar | Rudolf Holstein                 | deutscher Politiker (Zentrum), MdL                                                                              | 73    |       |
| 28. Januar | J. O. LaMadeleine               | kanadischer Fiddlespieler                                                                                       | 92    |       |
| 28. Januar | Sergei Radamsky                 | russischstämmiger Tenorsänger und Gesangslehrer                                                                 | 82    |       |
| 28. Januar | George Wright                   | kanadischer Ruderer                                                                                             | 82    |       |
| 29. Januar | Egidio Luigi Lanzo              | italienischer Geistlicher und Kapuziner                                                                         | 87    |       |
| 29. Januar | Ernst Moering                   | deutscher evangelischer Theologe, Geistlicher und Bibliothekar                                                  | 86    |       |
| 29. Januar | Ludwig Stössel                  | österreichischer Schauspieler                                                                                   | 89    |       |
| 29. Januar | Johannes Paul Thilman           | deutscher Komponist                                                                                             | 67    |       |
| 30. Januar | Hans Flössel                    | deutscher Schauspieler                                                                                          | 70    |       |
| 30. Januar | Lewan Gotua                     | georgischer Schriftsteller                                                                                      | 67    |       |
| 30. Januar | Zdeněk Heydušek                 | tschechischer Tischtennisspieler                                                                                | 75    |       |
| 30. Januar | Jack MacGowran                  | irischer Schauspieler                                                                                           | 54    |       |
| 30. Januar | Quintín B. Paredes              | philippinischer Politiker und Manager                                                                           | 88    |       |
| 30. Januar | Fjodor Lwowitsch Schapiro       | sowjetischer Physiker                                                                                           | 57    |       |
| 30. Januar | Hermann Schneider               | Schweizer Dichter und Schriftsteller                                                                            | 71    |       |
| 30. Januar | Titina Silá                     | guinea-bissauische Widerstandskämpferin                                                                         |       |       |
| 30. Januar | Andreas de Voys                 | deutscher Jurist, Bürgermeister der Stadt Paderborn                                                             | 86    |       |
| 31. Januar | Beatrice Braun-Fock             | niederländisch-deutsche Zeichnerin und Buchillustratorin                                                        | 74    |       |
| 31. Januar | Albin Frehse                    | deutscher Hornist und Hochschullehrer                                                                           | 94    |       |
| 31. Januar | Ragnar Anton Kittil Frisch      | norwegischer Ökonom                                                                                             | 77    |       |
| 31. Januar | Walter Muth                     | deutscher Geschäftsführer und Politiker (FDP), MdL                                                              | 72    |       |
| 31. Januar | Johannes Semler                 | deutscher Politiker (CSU), MdB                                                                                  | 74    |       |
| 31. Januar | Noel Bryan Slater               | britischer Mathematiker und Physiker                                                                            |       |       |
| Januar     | Eugénie Söderberg               | schwedisch-US–amerikanische Journalistin, Autorin und Übersetzerin                                              | 69    |       |

## Februar
| Tag         | Name                           | Beruf, bekannt als                                                                                              | Alter | Beleg |
| ----------- | ------------------------------ | --- | ----- | ----- |
| 1. Februar  | Jón Pálmason                   | isländischer Politiker (Unabhängigkeitspartei)                                                                  | 84    |       |
| 1. Februar  | Willi Lemm                     | deutscher Maler und Grafiker                                                                                    | 67    |       |
| 1. Februar  | Albert Schenker                | Schweizer Maler und Zeichenlehrer                                                                               | 73    |       |
| 1. Februar  | James Sheppard                 | US-amerikanischer Politiker                                                                                     | 82    |       |
| 1. Februar  | Dutch Sternaman                | US-amerikanischer Footballspieler                                                                               | 77    |       |
| 2. Februar  | Max Brauer                     | deutscher Politiker (SPD), MdHB, MdB                                                                            | 85    |       |
| 2. Februar  | Hendrik Elias                  | flämischer Historiker, Jurist und Nationalist                                                                   | 70    |       |
| 2. Februar  | Margaret Lowenfeld             | britische Kinderärztin und Psychotherapeutin                                                                    | 82    |       |
| 2. Februar  | Robert Schär                   | Schweizer Glasmaler                                                                                             | 78    |       |
| 3. Februar  | André Barsacq                  | französischer Regisseur, Dramatiker und Theaterregisseur                                                        | 63    |       |
| 3. Februar  | David Einhorn                  | jiddisch schreibender russisch-US-amerikanischer Schriftsteller                                                 | 86    |       |
| 3. Februar  | Edward H. Kraus                | US-amerikanischer Mineraloge                                                                                    | 97    |       |
| 3. Februar  | Edward Lockspeiser             | britischer Musikwissenschaftler, Musikkritiker und Komponist                                                    | 67    |       |
| 3. Februar  | Bobby Monnard                  | französischer Eishockeyspieler                                                                                  | 71    |       |
| 3. Februar  | Andy Razaf                     | US-amerikanischer Autor von Songtexten                                                                          | 77    |       |
| 3. Februar  | Carsten Schröck                | deutscher Architekt                                                                                             |       |       |
| 3. Februar  | Walter Springorum              | deutscher Regierungspräsident und Industrieller                                                                 | 80    |       |
| 3. Februar  | Alexandru Tyroler              | ungarisch-rumänischer Schachspieler                                                                             | 81    |       |
| 3. Februar  | Karl Ursin                     | österreichischer Mediziner und Persönlichkeit des völkischen Flügels des österreichischen Wandervogels          | 71    |       |
| 4. Februar  | Rolando Alarcón                | chilenischer Sänger und Komponist                                                                               | 43    |       |
| 4. Februar  | Wilhelm Döring                 | deutscher Politiker (LDPD), MdL Thüringen, MdLK                                                                 | 76    |       |
| 4. Februar  | Heinrich Otto Kalk             | deutscher Hepatologe und Hochschullehrer                                                                        | 77    |       |
| 4. Februar  | Oskar Kosta                    | tschechoslowakischer Übersetzer und Publizist                                                                   | 84    |       |
| 4. Februar  | Clär Weglein                   | deutsche Musikpädagogin                                                                                         | 77    |       |
| 4. Februar  | Fridolin Wiplinger             | österreichischer Philosoph                                                                                      | 41    |       |
| 5. Februar  | Günther Baszel                 | österreichischer Maler, Bildhauer und Kunstgewerbetreibender                                                    | 70    |       |
| 5. Februar  | Merritt Brunies                | US-amerikanischer Musiker (Kornett, Posaune) und Bandleader des frühen Jazz                                     | 77    |       |
| 5. Februar  | Jorge Dias                     | portugiesischer Ethnologe                                                                                       | 65    |       |
| 5. Februar  | John Heysham Gibbon            | US-amerikanischer Chirurg und Erfinder der Herz-Lungen-Maschine                                                 | 69    |       |
| 6. Februar  | Ira S. Bowen                   | US-amerikanischer Astronom und Astrophysiker                                                                    | 74    |       |
| 6. Februar  | Ansco Bruinier                 | Musiker | 74    |       |
| 6. Februar  | Nick Stabulas                  | US-amerikanischer Jazz-Schlagzeuger                                                                             | 43    |       |
| 7. Februar  | Ernst Hild                     | deutscher Verwaltungsbeamter                                                                                    | 70    |       |
| 7. Februar  | Wacław Szpakowski              | polnischer Architekt                                                                                            | 89    |       |
| 8. Februar  | Robert Coates                  | US-amerikanischer Schriftsteller und Kunstkritiker                                                              | 75    |       |
| 8. Februar  | Juan Héctor Guidi              | argentinischer Fußballspieler                                                                                   | 42    |       |
| 8. Februar  | Wilhelm Meinberg               | deutscher Politiker (NSDAP, DRP), MdR, MdL                                                                      | 74    |       |
| 8. Februar  | George Pearson                 | britischer Filmregisseur, -produzent und Drehbuchautor                                                          | 97    |       |
| 8. Februar  | Herbie Taylor                  | südafrikanischer Cricketspieler                                                                                 | 83    |       |
| 8. Februar  | Wilhelm Urban                  | deutscher Politiker (SPD), MdA, MdB                                                                             | 64    |       |
| 9. Februar  | Robert A. Green                | US-amerikanischer Politiker                                                                                     | 80    |       |
| 9. Februar  | Alfred Greven                  | deutscher Filmproduzent                                                                                         | 75    |       |
| 9. Februar  | Markas Luckis                  | litauisch-argentinischer Schachspieler                                                                          | 68    |       |
| 9. Februar  | Hertha Pauli                   | österreichisch-US-amerikanische Schauspielerin, antifaschistische Aktivistin, Autorin und Journalistin          | 66    |       |
| 9. Februar  | Rolf Raiser                    | deutscher Versicherungsjurist                                                                                   | 69    |       |
| 10. Februar | Max Bößl                       | deutscher Schauspieler                                                                                          | 47    |       |
| 10. Februar | Pierre Bussienne               | französischer Autorennfahrer                                                                                    | 73    |       |
| 10. Februar | Casimir Bumiller               | deutscher Schriftsteller                                                                                        | 77    |       |
| 10. Februar | Jacob Hemelrijk                | Rektor vom Murmellius Gymnasium und Stadtrat in Bergen, Nord-Holland                                            | 84    |       |
| 11. Februar | Sepp Biehler                   | deutscher Maler                                                                                                 | 65    |       |
| 11. Februar | Iwan Sergejewitsch Chochlow    | sowjetischer Politiker und Generalleutnant                                                                      | 77    |       |
| 11. Februar | Johannes Hans Daniel Jensen    | deutscher Physiker und Nobelpreisträger                                                                         | 65    |       |
| 11. Februar | Oskar Klumpp                   | deutscher Jurist und Politiker                                                                                  | 66    |       |
| 11. Februar | Bernhard Rademacher            | deutscher Phytopathologe an der Universität Hohenheim                                                           | 71    |       |
| 11. Februar | Albert Rodegerdts              | Kreisleiter der NSDAP in Uelzen                                                                                 | 74    |       |
| 12. Februar | Benjamin Frankel               | englischer Komponist                                                                                            | 67    |       |
| 12. Februar | Marina de Vasconcelos          | brasilianische Anthropologin und Hochschullehrerin                                                              | 60    |       |
| 12. Februar | Alphonse Weicker               | luxemburgischer Fußballer und Bankier                                                                           | 82    |       |
| 12. Februar | Umberto Zanolini               | italienischer Turner                                                                                            | 85    |       |
| 13. Februar | Helmut Bulle                   | deutscher Politiker (CDU), MdL                                                                                  | 48    |       |
| 13. Februar | Gerhard von Düsterlho          | deutscher Ruderer und Arzt                                                                                      | 62    |       |
| 13. Februar | Armand Ferté                   | französischer Pianist, Dirigent und Musikpädagoge                                                               | 91    |       |
| 13. Februar | Ralph Freed                    | US-amerikanischer Liedtexter                                                                                    | 65    |       |
| 13. Februar | Hans Globke                    | deutscher Jurist in Staatsdiensten                                                                              | 74    |       |
| 13. Februar | Eva Hadrabová                  | tschechische Opernsängerin (Mezzosopran)                                                                        | 71    |       |
| 13. Februar | Hans Kmoch                     | österreichischer Schachspieler                                                                                  | 78    |       |
| 13. Februar | Irene Mokka                    | rumänische Schriftstellerin, Lyrikerin und Pianistin                                                            | 57    |       |
| 13. Februar | Jean Pommier                   | französischer Literaturwissenschaftler und Romanist                                                             | 79    |       |
| 13. Februar | Bernard Weinberg               | US-amerikanischer Literaturwissenschaftler und Hochschullehrer                                                  | 63    |       |
| 14. Februar | Heinrich Berndl                | deutscher Kommunalpolitiker, Oberbürgermeister der Stadt Memmingen                                              | 85    |       |
| 14. Februar | Martín Cárdenas                | bolivianischer Botaniker                                                                                        | 73    |       |
| 14. Februar | Otto Leichter                  | österreichischer Sozialist, Journalist und Autor                                                                | 75    |       |
| 14. Februar | Evert Nilsson                  | schwedischer Leichtathlet                                                                                       | 78    |       |
| 14. Februar | Antonio Pesenti                | italienischer Politiker, Ökonom und Antifaschist                                                                | 62    |       |
| 14. Februar | Émile Reuter                   | luxemburgischer Politiker                                                                                       | 98    |       |
| 14. Februar | Tomás Rojas                    | chilenischer Fußballspieler                                                                                     | 58    |       |
| 14. Februar | Otto Schäfer                   | deutscher Politiker (CDU), MdL                                                                                  | 60    |       |
| 14. Februar | Necdet Uran                    | türkischer Admiral und Diplomat                                                                                 |       |       |
| 15. Februar | J. R. Allen                    | US-amerikanischer Politiker                                                                                     |       |       |
| 15. Februar | Wally Cox                      | US-amerikanischer Schauspieler und Schriftsteller                                                               | 48    |       |
| 15. Februar | Tim Holt                       | US-amerikanischer Filmschauspieler                                                                              | 54    |       |
| 15. Februar | Achille Liénart                | französischer Geistlicher, Bischof von Lille                                                                    | 89    |       |
| 15. Februar | Juan Carlos Marambio Catán     | argentinischer Tangosänger, -dichter und -komponist und Schauspieler                                            | 77    |       |
| 15. Februar | Giuseppe Ramani                | italienischer Ruderer                                                                                           | 50    |       |
| 15. Februar | Carlos Wetzell                 | deutscher Industriemanager und Industrieller                                                                    | 83    |       |
| 15. Februar | Otto Zimmermann                | deutscher Politiker (NSDAP), MdR und Zahnarzt                                                                   | 76    |       |
| 16. Februar | Otto Brunner                   | Schweizer Politiker und Spanienkämpfer                                                                          | 76    |       |
| 16. Februar | Hans Busch                     | deutscher Physiker                                                                                              | 88    |       |
| 16. Februar | Francisco Alberto Caamaño      | dominikanischer Politiker, Staatspräsident der Dominikanischen Republik                                         | 40    |       |
| 16. Februar | Georg Ferdinand Duckwitz       | deutscher Diplomat                                                                                              | 68    |       |
| 16. Februar | Eugen Fiderer                  | österreichischer Geistlicher, Abt von Stams                                                                     | 78    |       |
| 16. Februar | Antti Huusari                  | finnischer Leichtathlet                                                                                         | 74    |       |
| 16. Februar | Erich Keup                     | deutscher Volkswirt                                                                                             | 87    |       |
| 16. Februar | Ernst Nolte                    | deutscher Architekt                                                                                             | 76    |       |
| 16. Februar | Marie von Seggern              | deutsche Fürsorgerin und Politikerin (SPD), MdBB                                                                | 88    |       |
| 16. Februar | Erich Tschetschog              | deutscher katholischer Pfarrer                                                                                  | 73    |       |
| 17. Februar | Ezra Burnham                   | barbadischer Sprinter                                                                                           | 25    |       |
| 17. Februar | Harold Saxton Burr             | US-amerikanischer Anatom                                                                                        | 83    |       |
| 17. Februar | Moritz Edelmann                | nationalsozialistischer Geschichtsdidaktiker                                                                    | 81    |       |
| 17. Februar | Joachim Faber                  | deutscher Gebrauchsgrafiker                                                                                     | 58    |       |
| 17. Februar | Theodore Metcalfe              | US-amerikanischer Politiker                                                                                     | 78    |       |
| 17. Februar | Alfred Möhlenbruch             | deutscher Mediziner                                                                                             | 61    |       |
| 17. Februar | Pixinguinha                    | brasilianischer Musiker                                                                                         | 75    |       |
| 17. Februar | Adelheid Seeck                 | deutsche Schauspielerin                                                                                         | 60    |       |
| 17. Februar | Anton Spilker                  | deutscher Möbelunternehmer                                                                                      | 69    |       |
| 17. Februar | Horst Strunden                 | deutscher Landrat                                                                                               | 82    |       |
| 18. Februar | Frank Costello                 | US-amerikanischer Mobster                                                                                       | 82    |       |
| 18. Februar | Charles Henri Hochstrasser     | Schweizer Manager                                                                                               | 66    |       |
| 18. Februar | Gustav Holzmann                | österreichischer Wirtschafts- und Sozialgeograph, Historiker und Publizist                                      | 46    |       |
| 18. Februar | Geworg Kotschar                | sowjetisch-armenischer Architekt                                                                                | 71    |       |
| 18. Februar | Irmfried Liebscher             | deutscher Keramiker                                                                                             | 71    |       |
| 18. Februar | Max Mack                       | deutscher Filmregisseur                                                                                         | 88    |       |
| 18. Februar | Fred Niblo junior              | US-amerikanischer Drehbuchautor                                                                                 | 70    |       |
| 18. Februar | Georgi Leontjewitsch Stadnikow | sowjetischer Chemiker                                                                                           | 93    |       |
| 19. Februar | Léon Darrien                   | belgischer Turner                                                                                               | 85    |       |
| 19. Februar | Carl Föhl                      | deutscher Volkswirt                                                                                             | 71    |       |
| 19. Februar | Gerhard Gleißberg              | deutscher Politiker (DFU) und Journalist                                                                        | 67    |       |
| 19. Februar | Margarete Petrides             | österreichische Schriftstellerin                                                                                | 71    |       |
| 19. Februar | Ivan T. Sanderson              | US-amerikanischer Schriftsteller                                                                                | 62    |       |
| 19. Februar | Richard Scheffler              | deutscher Architekt                                                                                             |       |       |
| 19. Februar | Joseph Szigeti                 | US-amerikanischer Violinist                                                                                     | 80    |       |
| 20. Februar | Hans Geber                     | deutscher Architekt                                                                                             | 83    |       |
| 20. Februar | Robert Kappus                  | deutscher Ingenieur                                                                                             | 68    |       |
| 20. Februar | Karl Kendzia                   | deutscher Schauspieler, Regisseur und Intendant                                                                 | 75    |       |
| 20. Februar | Patrick B. McGinnis            | US-amerikanischer Manager im Finanz- und Eisenbahnsektor                                                        | 68    |       |
| 20. Februar | Brigitte Reimann               | deutsche Schriftstellerin                                                                                       | 39    |       |
| 20. Februar | Adolf Sabelko                  | österreichischer Geistlicher und Politiker (ÖVP), Mitglied des Bundesrates                                      | 82    |       |
| 20. Februar | Alexander Sperling             | deutscher Turner                                                                                                | 82    |       |
| 22. Februar | Eduard Andorfer                | österreichischer Kunsthistoriker                                                                                | 73    |       |
| 22. Februar | Dorothea von Arronet           | deutschbaltische Malerin, Grafikerin und Illustratorin                                                          | 86    |       |
| 22. Februar | Jean-Jacques Bertrand          | kanadischer Politiker, Premierminister von Québec                                                               | 56    |       |
| 22. Februar | Elizabeth Bowen                | irische Schriftstellerin                                                                                        | 73    |       |
| 22. Februar | Alfred Fankhauser              | Schweizer Schriftsteller und Astrologe                                                                          | 82    |       |
| 22. Februar | Dominik Kaindl                 | katholischer Theologe, Zisterzienser, Generalvikar und Kirchenhistoriker                                        | 81    |       |
| 22. Februar | F. Marian McNeill              | schottisch-britische Autorin, Herausgeberin, Suffragette und politische Aktivistin                              | 87    |       |
| 22. Februar | Katina Paxinou                 | griechische Schauspielerin und Oscargewinnerin                                                                  | 72    |       |
| 22. Februar | Winthrop Rockefeller           | US-amerikanischer Politiker                                                                                     | 60    |       |
| 22. Februar | Friedrich Adolf Sötebier       | deutscher Bildhauer                                                                                             | 76    |       |
| 23. Februar | Norman Black                   | britischer Autorennfahrer                                                                                       | 78    |       |
| 23. Februar | Eduard Frühwirth               | österreichischer Fußballspieler und -trainer                                                                    | 64    |       |
| 23. Februar | František Hertl                | tschechischer Kontrabassist, Komponist, Dirigent und Hochschullehrer                                            | 66    |       |
| 23. Februar | Bernhard Knubel                | deutscher Olympiasieger im Rudern                                                                               | 34    |       |
| 23. Februar | Otto Ohl                       | deutscher evangelischer Geistlicher                                                                             | 86    |       |
| 23. Februar | Alberto Piròvano               | italienischer Ampelograph und Professor                                                                         | 88    |       |
| 23. Februar | Dickinson Woodruff Richards    | US-amerikanischer Internist                                                                                     | 77    |       |
| 23. Februar | Graciano Tarragó y Pons        | spanischer Gitarrist, Violinist und Komponist                                                                   | 80    |       |
| 23. Februar | Karl Weiler                    | deutscher Arzt                                                                                                  | 95    |       |
| 23. Februar | Ludwig Weißauer                | deutscher Jurist, Gewerkschafter und Senator (Bayern)                                                           | 72    |       |
| 24. Februar | Stanley Thatcher Blake         | australischer Botaniker                                                                                         |       |       |
| 24. Februar | Walter Braun                   | deutscher evangelischer Theologe                                                                                | 81    |       |
| 24. Februar | Manolo Caracol                 | spanischer Flamenco-Sänger                                                                                      | 63    |       |
| 24. Februar | Georg Handler                  | österreichischer Politiker, Landtagsabgeordneter                                                                | 64    |       |
| 24. Februar | Winder R. Harris               | US-amerikanischer Politiker                                                                                     | 84    |       |
| 24. Februar | Ralph A. James                 | US-amerikanischer Chemiker                                                                                      | 52    |       |
| 24. Februar | Johannes Kühn                  | deutscher Historiker                                                                                            | 86    |       |
| 24. Februar | Eugen Rosenstock-Huessy        | deutsch-US-amerikanischer Kulturphilosoph, Jurist, Historiker und Soziologe                                     | 84    |       |
| 24. Februar | Art Smith                      | US-amerikanischer Schauspieler                                                                                  | 73    |       |
| 24. Februar | Erich Srbek                    | tschechoslowakischer Fußballspieler und -trainer                                                                | 64    |       |
| 24. Februar | Valentin Tomberg               | Rechtswissenschaftler und Mystiker                                                                              | 72    |       |
| 25. Februar | Alwine Dollfuß                 | Gattin des österreichischen Kanzlers Engelbert Dollfuß                                                          | 76    |       |
| 25. Februar | Boris Wladimirowitsch Ioganson | russisch-sowjetischer Maler                                                                                     | 79    |       |
| 25. Februar | Fernand Moulet                 | französischer Radrennfahrer                                                                                     | 77    |       |
| 26. Februar | Israël Salvator Révah          | französischer Romanist, Hispanist und Lusitanist                                                                | 55    |       |
| 26. Februar | Jane Tatarin-Tarnheyden        | deutsche Schriftstellerin                                                                                       | 87    |       |
| 26. Februar | John A. Watkins                | US-amerikanischer Politiker                                                                                     | 74    |       |
| 27. Februar | Laurits Bjerrum                | dänisch-norwegischer Ingenieur für Grundbau und Bodenmechanik                                                   | 54    |       |
| 27. Februar | Émile Eigeldinger              | französischer Radrennfahrer                                                                                     | 86    |       |
| 27. Februar | Friedrich Popelka              | österreichischer Historiker und Hochschullehrer                                                                 | 83    |       |
| 27. Februar | André Poplimont                | belgischer Eishockeyspieler und Fechter                                                                         | 79    |       |
| 27. Februar | Lucijan Marija Škerjanc        | jugoslawischer Komponist, Pianist und Dirigent                                                                  | 72    |       |
| 27. Februar | Walter Sondermann              | deutscher Politiker (SPD)                                                                                       | 74    |       |
| 27. Februar | Erich Weidner                  | deutscher Theaterleiter und Regisseur                                                                           | 74    |       |
| 28. Februar | Karl Gerold                    | deutscher Journalist und Herausgeber der Frankfurter Rundschau                                                  | 66    |       |
| 28. Februar | Cecil Kellaway                 | US-amerikanisch-australisch-britischer Schauspieler                                                             | 82    |       |
| 28. Februar | Hans Kress von Kressenstein    | deutscher Mediziner und Mitbegründer der Freien Universität Berlin                                              | 70    |       |
| 28. Februar | Thomas Niu Hui-qing            | chinesischer römisch-katholischer Geistlicher, Bischof von Yanggu und Apostolischer Administrator in China u... | 77    |       |
| 28. Februar | Ōkubo Sakujirō                 | japanischer Maler                                                                                               | 82    |       |
| 28. Februar | Harold E. B. Pardee            | US-amerikanischer Kardiologe                                                                                    | 86    |       |
| 28. Februar | Tito Rodríguez                 | US-amerikanisch-puerto-ricanischer Sänger und Orchesterleiter                                                   | 50    |       |
| 28. Februar | Terig Tucci                    | argentinischer Komponist, Violinist, Pianist und Mandolinist                                                    | 75    |       |
| 28. Februar | Józef Unrug                    | deutscher U-Boot-Kommandant im Ersten Weltkrieg, Oberbefehlshaber der Polnischen Marine zu Beginn des Zweite... | 88    |       |
| Februar     | Beulah Louise Henry            | US-amerikanische Erfinderin                                                                                     | 85    |       |